# Ampulex cuprea
Ampulex cuprea är en  stekelart som beskrevs av Frederick Smith 1856.
Ampulex cuprea ingår i släktet Ampulex och familjen Ampulicidae. Inga underarter finns listade i Catalogue of Life.